# بيتر ليو إيريتون
بيتر ليو إيريتون (بالإنجليزية: Peter Leo Ireton)‏ هو كاهن كاثوليكي أمريكي، ولد في 21 سبتمبر 1882 في بالتيمور في الولايات المتحدة، وتوفي في 27 أبريل 1958 في جورجتاون في الولايات المتحدة.